# 錫納拉湖
56°06′36″N 60°44′45″E / 56.1101°N 60.7458°E

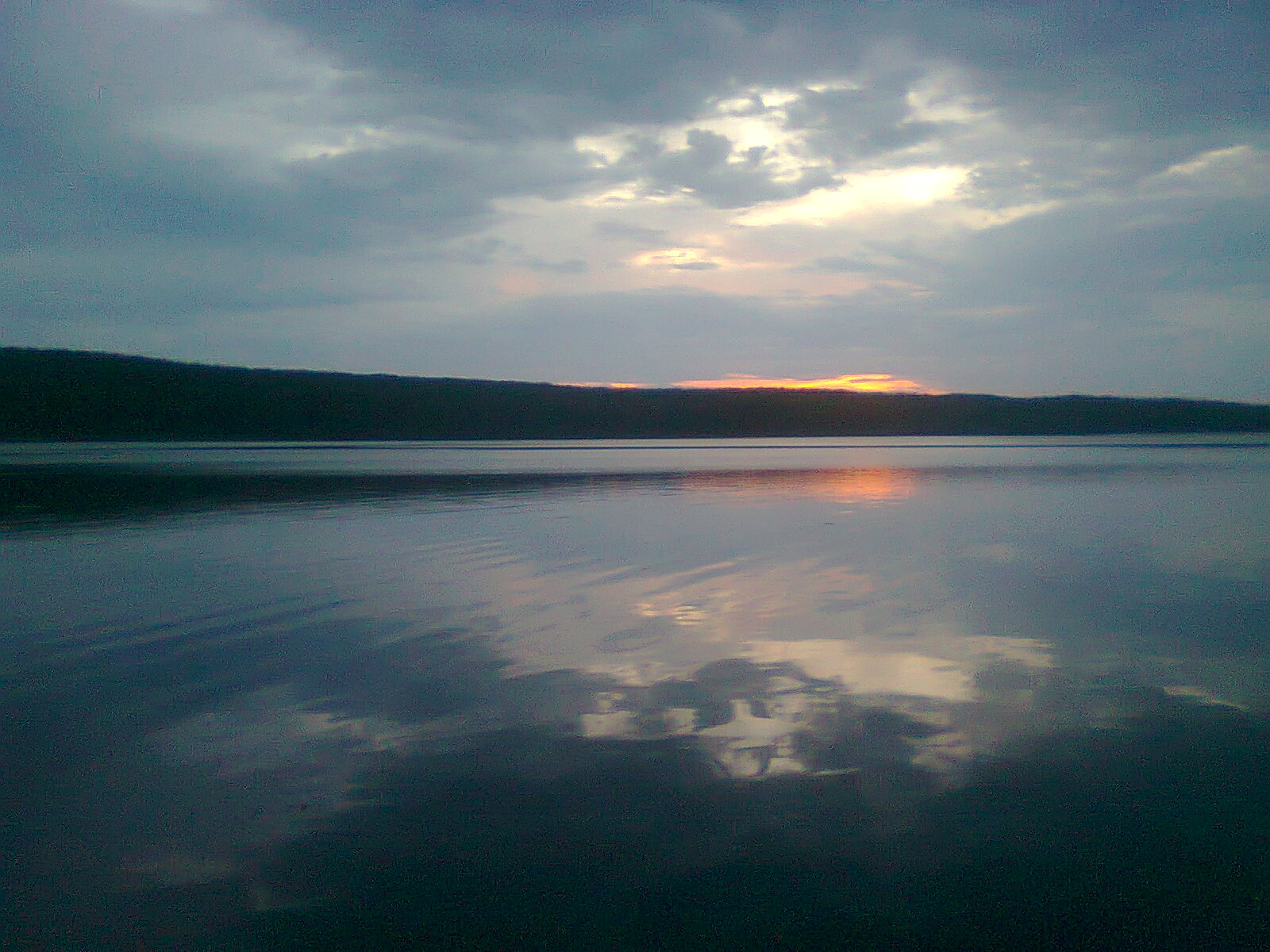

錫納拉湖（俄语：Синара），是俄羅斯的湖泊，位於該國西南部車里雅賓斯克州，由卡斯利區負責管轄，長9公里、寬4公里，面積24.4平方公里，海拔高度244米，湖岸線長度26公里，集水區面積24.4平方公里，平均水深8米，最大水深14.2米。